# Secretaria Nacional de Aviação Civil
| Secretaria Nacional de Aviação Civil |                             |
| Brasília                             |                             |
| Criação                              | 18 de março de 2011         |
| Extinção                             | 12 de maio de 2016 (8 anos) |
| Atual secretário-chefe               | Ronei Saggioro Glanzmann    |
| Orçamento                            | R$ 5,06 bilhões (2015)      |

Secretaria Nacional de Aviação Civil (SAC) é uma secretaria ligada ao Ministério da Infraestrutura. Sua criação deu-se pela adoção por parte da presidente Dilma Rousseff da medida provisória nº 527, de 18 de março de 2011. A SAC/PR foi criada com a finalidade de transferir a administração da aviação civil, que pertencia ao Ministério da Defesa.

## Histórico
Com status de ministério e ligada à Presidência da República, a Secretaria de Aviação Civil foi criada em 2011 pela Lei nº 12462/2011  com o propósito de coordenar e supervisionar ações voltadas para o desenvolvimento estratégico do setor da aviação civil e da infraestrutura aeroportuária e aeronáutica no Brasil . Foi indicado então para o cargo de ministro-chefe o engenheiro Wagner Bittencourt, que permaneceu no cargo até 15 de março de 2013, sendo sido substituído por Moreira Franco.
Em 1 de janeiro de 2015, Eliseu Padilha assumiu a Secretaria, no início do segundo mandato de Dilma Rousseff. Deixou o cargo em 1 de dezembro de 2015.
Em 17 de março de 2016, Mauro Lopes assumiu a Secretaria na mesma cerimônia de posse do ex-presidente Luiz Inácio Lula da Silva, na Casa Civil. A exoneração aconteceu em 14 de abril de 2016, em função da votação sobre o impeachment na Câmara dos Deputados.
Em 12 de maio de 2016 foi extinto o status de ministério da Secretaria devida a reforma ministerial feita pelo então Presidente interino Michel Temer, logo após a sua posse. Atualmente faz parte do Ministério da Infraestrutura.

## Relação de ministros
Os ministros-chefes da Secretaria de Aviação Civil foram:
| Nº | Ministro                                 | Início                | Fim                                | Presidente     |
| -- | ---------------------------------------- | --------------------- | ---------------------------------- | -------------- |
| 1  | Wagner Bittencourt                       | 18 de março de 2011   | 16 de março de 2013                | Dilma Rousseff |
| 2  | Moreira Franco                           | 16 de março de 2013   | 1 de janeiro de 2015               | Dilma Rousseff |
| 3  | Eliseu Padilha                           | 1 de janeiro de 2015  | 1 de dezembro de 2015              | Dilma Rousseff |
| —  | Guilherme Walder Mora Ramalho (interino) | 7 de dezembro de 2015 | 17 de março de 2016                | Dilma Rousseff |
| 4  | Mauro Lopes                              | 17 de março de 2016   | 14 de abril de 2016                | Dilma Rousseff |
| —  | Guilherme Walder Mora Ramalho (interino) | 14 de abril de 2016   | 28 de abril de 2016                | Dilma Rousseff |
| 5  | Carlos Eduardo Gabas                     | 28 de abril de 2016   | 11 de maio de 2016 (cargo extinto) | Dilma Rousseff |

## Relação de secretários
| Nº | Ministro                 | Início                | Fim                   | Presidente     |
| -- | ------------------------ | --------------------- | --------------------- | -------------- |
| 1  | Dario Rais Lopes         | 13 de maio de 2016    | 16 de janeiro de 2019 | Michel Temer   |
| 2  | Ronei Saggioro Glanzmann | 16 de janeiro de 2019 | Atual                 | Jair Bolsonaro |